# HMS M12
HMS M12 var en svensk minsvepare som byggdes i Kristinehamn samtidigt som systerfartyget HMS M11. De sjösattes dock inte samtidigt, M12 kom i sjön den 6 november 1941, en dryg månad före M11. M12 och M11 utrangerades däremot samma dag den 22 november 1957 och M12 gick liksom systerfartyget in i Tullverket som TV 012. Senare avyttrat som arbets- och dykfartyg i privat ägo. Kända namn är Curania, Ytterby och Vaxholm. 